# Laventille
Laventille ist eine Stadt in Trinidad und Tobago. Sie liegt im Norden der Insel Trinidad in der Region San Juan-Laventille und ist räumlich mit der Landeshauptstadt Port of Spain verschmolzen.

## Lage und Gliederung
Laventille liegt südöstlich von Port of Spain, mitten im East-West Corridor, der südlich der Northern Range von Westen nach Osten verlaufenden Metropolregion der Landeshauptstadt. Da Port of Spain im Norden durch die Northern Range und im Süden durch den Caroni Swamp begrenzt ist, weitete sich die Stadt im Laufe der Zeit nach Osten aus. Der dadurch entstandene East-West-Corridor ist so dicht besiedelt, dass früher eigenständige Städte heute fließend ineinander übergehen und eher den Charakter von Stadtteilen der Hauptstadt-Agglomeration haben. Formell sind sie jedoch weiterhin unabhängig. Laventille grenzt im Westen und Norden an Port of Spain und im Nordosten und Osten an Morvant. Südlich von Laventille liegt der Caroni Swamp, ein Naturschutzgebiet. Die Stadt gliedert sich in die Communities Laventille, St. Barb's und Eastern Quarry. Politisch gehört sie zum Wahlbezirk Laventille/Morvant.
| Community      | Einwohner |
| -------------- | --------- |
| Laventille     | 11.311    |
| St. Barb's     | 5100      |
| Eastern Quarry | 5043      |
| Summe          | 21.454    |

## Geschichte

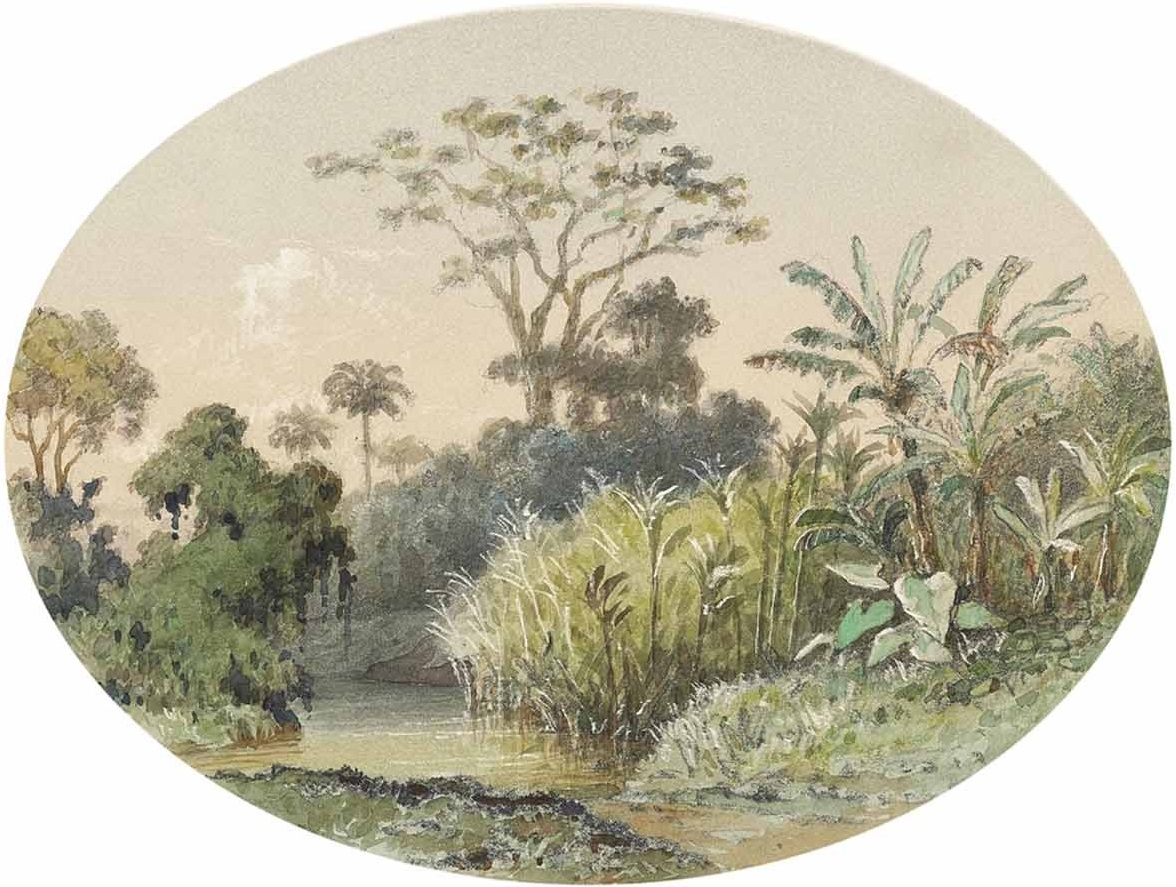
Michel-Jean Cazabon: Souvenir of Laventille – Bleistift, Wasserfarbe und Gouache auf Papier, 19. Jahrhundert

Das Gebiet des heutigen Laventille wurde im 18. Jahrhundert nach dort vorherrschenden Ostwinden benannt, die die spanischen Siedler an den Levante erinnerten. Gelegentlich wird der Name auch auf den französischen Begriff „ventaille“ zurückgeführt, der denjenigen Teil eines frühneuzeitlichen Helms bezeichnete, der die Luftzufuhr regelte.
1787 ließ der spanische Gouverneur von Trinidad, José María Chacón, den St. Ann's River (damals noch Rio Santa Ana genannt), der bis dahin mitten durch Port of Spain floss und regelmäßig für Überschwemmungen sorgte, umleiten, so dass der Fluss am Fuße der Laventille Hills entlang nach Süden floss und damit die westliche Grenze des Gebiets markierte. 1792 ließ Chacón oberhalb von Laventille ein Fort errichten, dass dem spanischen Marineoffizier und Astronomen Cosme Damien Churruca als Observatorium diente. Am 2. Januar 1793 bestimmte Churruca dort den ersten Meridian des amerikanischen Kontinents. Das Gebäude wurde später nach seinem Erbauer Fort Chacon genannt; die Grundmauern sind noch erhalten und dienen als Basis für Telekommunikationsmasten. 1798 wurde 300 Meter weiter westlich unter Gouverneur Thomas Picton ein weiteres steinernes Fort erbaut und nach einem korsischen Wehrturm Martello Tower genannt; das Gebäude wird heute Fort Picton genannt und touristisch genutzt. Bis 1834 lebten im dicht bewaldeten Laventille lediglich ein paar freigelassene Sklaven. Versuche, dort Kaffee anzubauen, scheiterten am gesundheitsfeindlichen Klima. Bis zum Bau einer Leprastation am westlichen Stadtrand Port of Spains 1940 wurden Erkrankte nach Laventille verwiesen.
1834 wurde auf Trinidad, wie überall in den britischen Kolonien, die Sklaverei abgeschafft. Die freigelassenen Sklaven, die in der Regel afrikanische Wurzeln hatten, benötigten Wohnraum. Da Port of Spain zu dieser Zeit eine wirtschaftliche Blüte erlebte, siedelten sich die ehemaligen Sklaven in der Nähe der Arbeitsplätze bietenden Stadt an, unter anderem im Gebiet von Laventille. Dem damaligen Fehlen einer reglementierten Siedlungspolitik verdankt Laventille sein heutiges Erscheinungsbild chaotisch gewundener, enger Straßen mit unzähligen Sackgassen. In den 1870er-Jahren ließ der Stadtrat von Port of Spain in Laventille das Pulver- und Munitionsdepot der Stadt errichten.
Laventille gilt als „Wiege der Steel Pan“, als Ort, an dem die Steel Pan im Rahmen des trinidadischen Karnevals in den 1930er-Jahren erstmals in nennenswertem Umfang zum Einsatz kam. Noch heute haben mehrere Steelbands wie das Desperadoes Steel Orchestra ihren Sitz in Laventille.
Bis 1990 war Laventille verwaltungstechnisch ein Vorort von Port of Spain, das zum damaligen County St. George gehörte. 1990 wurde Trinidad und Tobago im Rahmen einer Gebietsreform in verschiedene Verwaltungseinheiten unterteilt; Laventille wurde dabei der neugebildeten Region San Juan-Laventille zugeschlagen, was in Deutschland und Österreich ungefähr einem Bundesland entspricht. Im allgemeinen Sprachgebrauch wird Laventille auch vor dem Hintergrund der völligen räumlichen Verschmelzung mit der Metropolregion Port of Spain weiterhin als Teil der Hauptstadt bezeichnet. Die Stadt gilt heute im von Banden- und Gewaltkriminalität geplagten Trinidad als Kriminalitätsschwerpunkt. 2008 fanden 60 % der Tötungsdelikte Trinidads auf dem Gebiet der benachbarten Städte Laventille und Morvant sowie eines benachbarten Vororts von Port of Spain, Beetham Estate, statt.
2015 setzte die trinidadischen Filmemacher Patricia Mohammed und Michael Mooleedhar Laventille mit der auf dem Trinidad and Tobago Film Festival gezeigten Dokumentation City on the Hill ein filmisches Denkmal.

## Wirtschaft und Verkehr
Laventille ist ein reines Wohnviertel und verfügt abseits von Kleinbetrieben über keinerlei Gewerbe. Ausgenommen ist hier die südlich der Stadt verlaufende Eastern Main Road, entlang der sich Kleingewerbe und einige größere Firmen wie die Angostura Holdings Limited, Hersteller des Angosturabitters, angesiedelt haben. Trotz des hohen Kriminalitätsniveaus spielt Tourismus eine wenn auch geringe wirtschaftliche Rolle, da die Ruine des Fort Piction als touristisches Ziel gilt und da Reiseveranstalter geführte Touren zu den Pan Yards anbieten, den Übungsplätzen der Steelbands. Von historischer Bedeutung ist der bis Mitte des 20. Jahrhunderts in Laventille abgebaute blaue Kalkstein, der beim Bau vieler Villen und staatlicher Gebäude in Port of Spain eingesetzt wurde.
Laventille grenzt nördlich an die Eastern Main Road sowie an den Beetham Highway, eine Verlängerung des Churchill Roosevelt Highway, an. Damit ist Laventille an die beiden wichtigsten West-Ost-Achsen des Landes angeschlossen, die Port of Spain entlang des East-West-Corridor mit Arima und Sangre Grande verbinden. Im Norden und Osten wird Laventille durch die Lady Young Road begrenzt, eine wichtige Einfallstraße für den Norden Port of Spains.

## Einrichtungen
Bildungseinrichtungen sind die Berufsschule Laventille Technology & Continuing Education Centre sowie fünf Grundschulen und zwei weiterführende Schulen. Bedingt durch die Primärbesiedelung durch afrikanischstämmige Trinidadier gibt es in Laventille, für Trinidad unüblich, weder einen Hindutempel noch eine Moschee. Die katholische Kirche Our Lady of Laventille prägt durch die Errichtung auf der Spitze eines Hügels, ihren 16 Meter hohen Glockenturm und eine 1876 von der französischen Regierung gestiftete Marienstatue das Ortsbild. Stätten diverser weiterer christlicher Bewegungen verteilen sich über die Stadt.

## Persönlichkeiten
- Sterling Betancourt (* 1930, Musiker)
- Bertie Marshall (1936–2012, Musiker)
- Rudolph Charles (1938–1985, Musiker)
- Robert Greenidge (* 1950, Musiker)
- Leslie Stewart (* 1961, Boxer)
- Hachim Arcia (* 1988), Fußballspieler
- Shakeem Mc Kay (* 2003), Sprinter